# تشن بياو
تشن بياو (مواليد 9 فبراير 1971) هو مبارز بالسيف صيني، مثّل بلاده في الألعاب الأولمبية الصيفية 1992.

## روابط خارجية
تشن بياو على موقع أوليمبيديا (الإنجليزية)